# Dinara Drukarova
Dinara Drukarova (Leningrad, 3 de janeiro de 1976) é uma atriz russa.